# Miksocel
Miksocel – typ jamy ciała niektórych bezkręgowców (m.in. stawonogi, sikwiaki, pazurnice), jama mieszana, ostateczna. Nie jest podzielony, jak u pierścienic. W rozwoju zarodkowym worki celomatyczne łączą się ze sobą oraz z przestrzeniami pierwotnej jamy ciała, tworząc pojedynczą jamę ciała o mieszanym charakterze (pierwotno-wtórnym).